# Мартинович, Саша (шахматист)
Саша Мартинович (хорв. Saša Martinović; род. 15 июля 1991) — хорватский шахматист, гроссмейстер (2011), тренер ФИДЕ (2015).
Чемпион Хорватии 2020 года.

## Выступления в личных соревнованиях
Многократный участник ряда международных соревнований:
- 2 чемпионата мира по шахматам среди юниоров (2010 и 2011).
- 8 личных чемпионатов Европы (2007, 2009—2011, 2018—2022).
- Кубок мира по шахматам 2021 (выбыл из борьбе во 2-м раунде, уступив чемпиону мира М. Карлсену)

## Выступления в составе сборной Хорватии
Многократный участник различных соревнований в составе национальной сборной по шахматам :
- 5 командных чемпионатов Европы до 18 лет (2003, 2006—2009). Выиграл 3 бронзовые медали: 1 в команде (2007), 2 — в индивидуальном зачёте (2006 и 2008).
- 4 командных чемпионата Европы (2017—2023).
- 7 Кубков Митропы[нем.] (2007—2010, 2012—2013, 2015). Выиграл 4 медали в команде: 3 золотые (2008, 2009 и 2013) и 1 бронзовую (2012).
- 43-я Олимпиада (2018) в г. Батуми[2].

## Выступления в составе команды «Modra»
В составе команды «Modra» (Словакия) участник следующих соревнований:
- 32-й Кубок европейских клубов (2016) в г. Нови-Сад. Выступал на 1-й доске.
- 2 командных чемпионата Словакии (2016—2017).

## Изменения рейтинга
| Графики недоступны из-за технических проблем. См. информацию на Фабрикаторе и на mediawiki.org. |